# وانگ جی وون
وانگ جی وون (کره‌ای: 왕원؛ زادهٔ ۱۲ نوامبر ۱۹۸۸) بازیگر و رقصنده باله اهل کره جنوبی است.

## زندگی شخصی
در ۲۰ ژانویه ۲۰۲۲، تأیید شد که وانگ جی وون در حال ازدواج با پارک جونگ سوک، یک بالرین اهل کره جنوبی است. این زوج در ۶ فوریه ۲۰۲۲ در سئول ازدواج کردند.

## فیلم‌شناسی

### فیلم
| سال  | عنوان | نقش    |
| ---- | ----- | ------ |
| ۲۰۱۷ | یک خط | هه سون |

### مجموعه تلویزیونی
| سال  | عنوان                 | نقش                           | شبکه          |
| ---- | --------------------- | ----------------------------- | ------------- |
| ۲۰۱۲ | خانواده               | مربی                          | کی‌بی‌اس۲       |
| ۲۰۱۳ | آقای دکتر             | کیم سون جو                    | کی‌بی‌اس۲       |
| ۲۰۱۳ | وارثان                | یانگ دا کیونگ (قسمت۱۷ ,۱۹–۲۰) | اس‌بی‌اس        |
| ۲۰۱۴ | من به عشق نیاز دارم ۳ | اوه سه ریونگ                  | تی‌وی‌ان        |
| ۲۰۱۴ | جدایی دیگر            | سو هانا                       | دراماکیوب     |
| ۲۰۱۴ | از بخت بد عاشقت شدم   | کانگ سه را                    | ام‌بی‌سی        |
| ۲۰۱۵ | عاشق شدن وکیل         | جو سو آه                      | اس‌بی‌اس        |
| ۲۰۱۶ | الهه جاودانه          | لی یو ری                      | ناور تی‌وی کست |
| ۲۰۱۷ | کشتی بیمارستانی       | چوی یونگ اون                  | ام‌بی‌سی        |
| ۲۰۱۸ | هنوز ۱۷               | کیم ته رین                    | اس‌بی‌اس        |
| ۲۰۲۲ | هرگز تسلیم نشو        | چا یو جین                     | ئی‌ان‌ای        |

### ورایتی شو
| سال  | عنوان   | نقش               |
| ---- | ------- | ----------------- |
| ۲۰۱۷ | کلاب قو | عضو گروه بازیگران |

## جوایز و نامزدی‌ها
| مراسم جوایز         | سال  | دسته                                 | نامزد / اثر     | نتیجه    | منابع |
| ------------------- | ---- | ------------------------------------ | --------------- | -------- | ----- |
| جوایز درامای ام‌بی‌سی | ۲۰۱۷ | جایزه بازیگر برتر زن در یک مینی‌سریال | کشتی بیمارستانی | نامزدشده | [ ۹ ] |